# Norco (Kalifornija)
Norco je grad u američkoj saveznoj državi Kalifornija. Prema popisu stanovništva iz 2010. u njemu je živjelo 27.063 stanovnika.